# Carsten Keller
Carsten Keller, född den 9 september 1939 i Berlin, Tyskland, är en tysk och därefter västtysk landhockeyspelare.
Han tog OS-guld i herrarnas landhockeyturnering i samband med de olympiska sommarspelen 1972 i München.